# Магнітний локатор
Магнітні локатори (рос. магнитные локаторы; англ. magnetic locators; нім. Magnetlokatoren m pl) — у свердловинній технології — локатори, які основані на використанні магнітного поля і застосовуються для визначення розташування муфт (замків) обсадних труб у свердловині, магнітних міток, розривів, потовщень, інтервалів перфорації та ін. Але найчастіше локатори муфт застосовують для точного визначення місця встановлення у свердловині перфоратора, торпеди або іншого апарата.